# 斉侯匜
斉侯匜（せいこうい）は、中国春秋時代初期の斉（姜斉）の君主がその夫人のために製作させた青銅製の水器である。現在は上海博物館に所蔵されている。

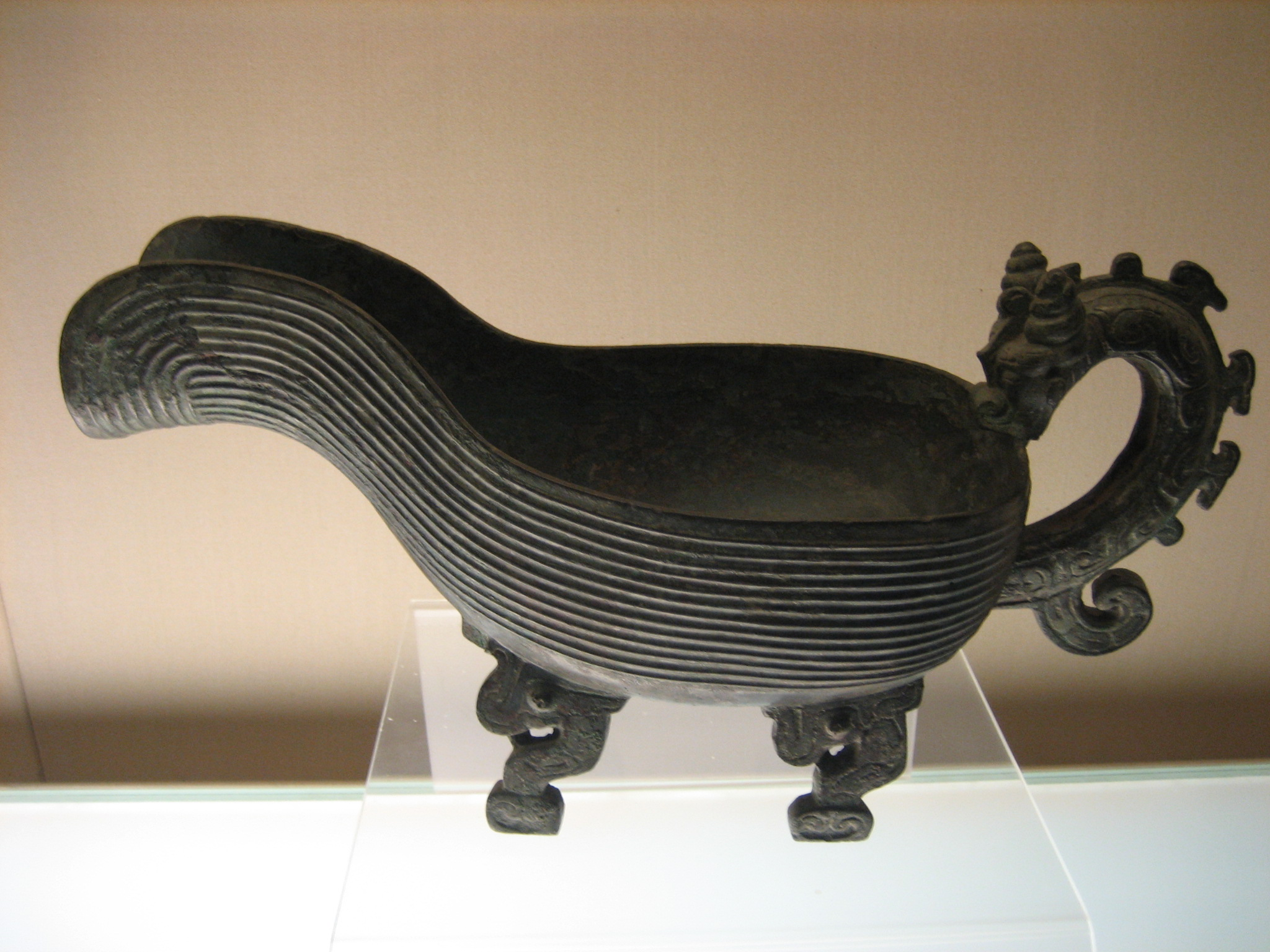
斉侯匜

## 形状
この匜は龍形の把手を持ち、まるで水を探しているような姿勢をしている。四本の獣脚を備え、器全体には平行の条文装飾が施されている。一般的な青銅匜に比べてサイズが大きいのが特徴である。

## 銘文

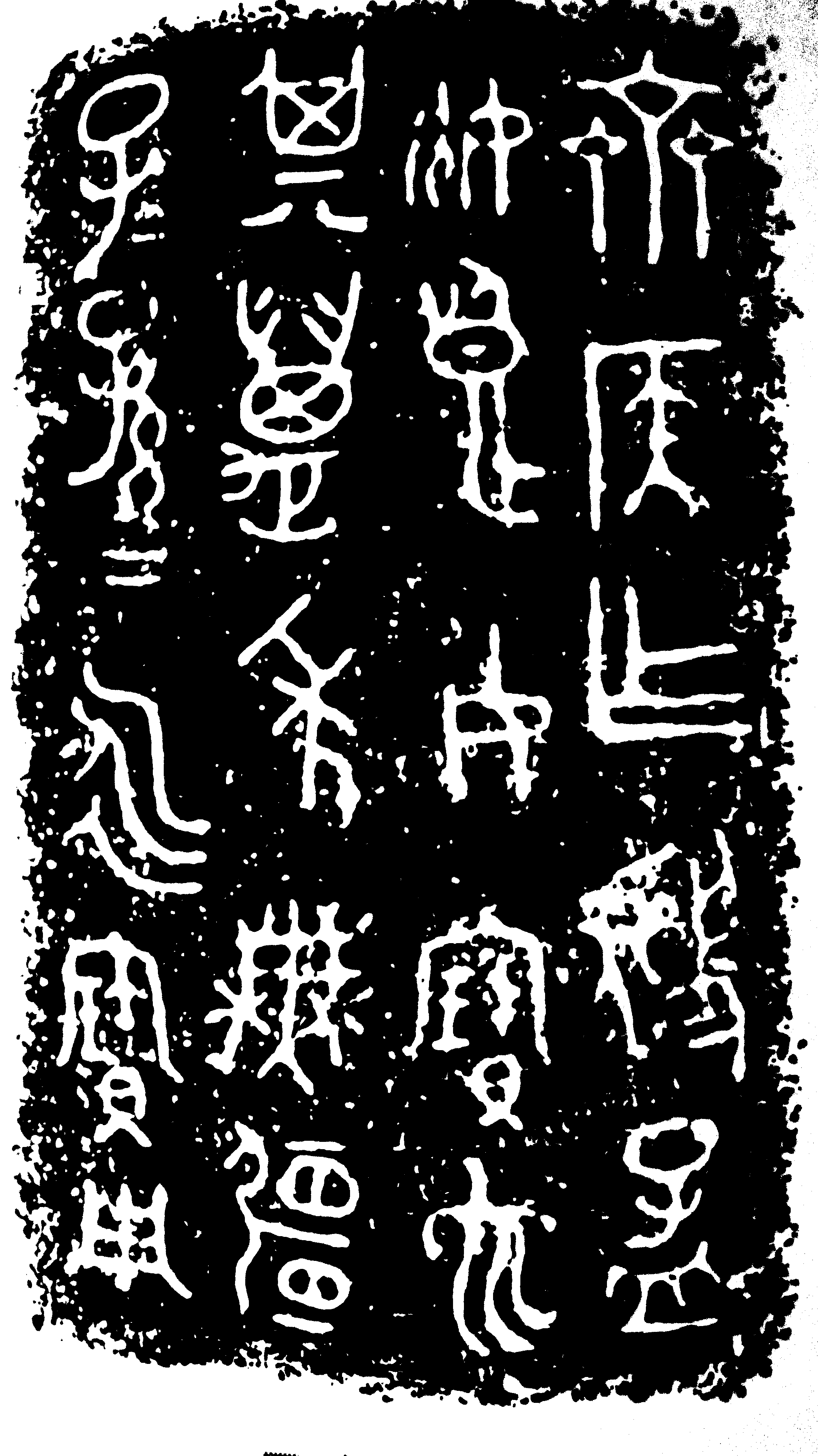
銘文

器の内底には、4行22字から成る銘文が鋳造されている。
“「斉侯乍（作）虢孟姬良女宝匜，其万年無疆，子子孫孫永宝用」”
この銘文は、斉侯が虢孟姬という良家の女性のためにこの匜を作ったことを記している。虢孟姬は虢の君主の娘であり、斉侯の夫人となった。これは、当時の諸侯国間における政略結婚や政治同盟の一例を反映している。